# Harmonia Mundi
Harmonia Mundi è un'etichetta discografica indipendente francese, con sede ad Arles, specializzata nella pubblicazione di dischi di musica antica e barocca.

## Storia
Fondata nel 1958 da Bernard Coutaz, Harmonia Mundi è oggi una delle più antiche etichette francesi di musica classica. Nel 1962 la sede è stata trasferita da Parigi a Saint-Michel-l'Observatoire in Provenza. Seguendo i consigli dei suoi amici Carl De Nys e Pierre Rochas, Bernard Coutaz iniziò a creare un catalogo imperniato sulla musica per organo realizzando le registrazioni sui grandi organi storici di tutta Europa. Contemporaneamente fondò la rivista Orgues historiques, la quale dedicava ciascun numero ad uno strumento ed aveva allegata una registrazione che ne documentava le qualità.
Questo permise di sviluppare una sensibilità particolare al timbro degli strumenti in un'epoca in cui l'influenza melodica dominava ancora largamente la produzione discografica. Questa sensibilità favorì l'incontro con Alfred Deller che avvenne ad un concerto ad Avignone nel 1967, dove il controtenore si esibiva con il suo ensemble. Questo determinò il secondo periodo nella storia di Harmonia Mundi, quello delle incisioni di Alfred Deller, che rimase fedele alla casa discografica fino alla sua morte nel 1979. Harmonia Mundi realizzò così una serie di incisioni di musica rinascimentale inglese e di musica barocca. Una accademia di musica barocca, fondata da un'idea di Alfre Deller consentì di scoprire nuovi talenti come René Jacobs e Dominique Visse che iniziarono a registrare per Harmonia Mundi. Poi si aggiunsero anche Philippe Herreweghe e William Christie. Le registrazioni di musica barocca si moltiplicarono in maniera esponenziale dando ad Harmonia Mundi un'immagine di precursore nell'interpretazione di musiche su strumenti originali.
Questo sviluppo consentì di acquisire un nuovo pubblico via via che il repertorio della musica antica e di quella barocca si andava imponendo al grande pubblico sulla scena internazionale. Nel 1976 Harmonia Mundi iniziò a distribuire da sé i propri dischi e nel 1980 cominciò a distribuire altre etichette. Nel 1981 aprì la sua prima filiale a Londra. Sulla scorta del successo Bernard Coutaz decise di aprire una serie di negozi di dischi con il marchio Harmonia Mundi. Oggi ne esistono 43 in Francia e tre in Spagna.
Parallelamente il catalogo si arricchisce e l'etichetta si apre alla collaborazione con i maggiori paesi del mondo. Oggi Harmonia Mundi registra ogni tipo di repertorio, dalla musica medioevale a quella contemporanea e finanzia interamente la propria produzione.
Nel 2006, Harmonia Mundi è un'impresa in ottime condizioni finanziarie che impiega 470 dipendenti, rappresenta il 18% del mercato della musica classica per un volume d'affari di 60 milioni di euro producendo da 50 a 60 nuove registrazioni all'anno. È la seconda etichetta dopo EMI precedendo grandi majors come Universal.
Nel 2008 ha festeggiato cinquant'anni di attività.
Nel 2015 è stata acquistata dall'etichetta discografica indipendente belga PIAS Group.

## Principali artisti prodotti
| - Akademie für Alte Musik Berlin - Les Arts Florissants - Jiří Bělohlávek - Emmanuelle Bertrand - Cantus Cölln - William Christie - Collegium Vocale Gent - Concerto Vocale - Cuarteto Casals - Alfred Deller - Roel Dieltiens - Richard Egarr - Ensemble Clément-Janequin - Ensemble Explorations - Estonian Philharmonic Chamber Choir | - Isabelle Faust - Bernarda Fink - Joel Frederiksen - Freiburger Barockorchester - Fretwork - Werner Güra - Philippe Herreweghe - Paul Hillier - Huelgas Ensemble - René Jacobs - Jérusalem Quartet - Konrad Junghänel - Maria Cristina Kiehr - Andrew Lawrence-King - Paul Lewis | - Andrew Manze - Jon Nakamatsu - Paul O'Dette - Orchestre des Champs-Élysées - The Orlando Consort - Javier Perianes - Alain Planès - Josep Pons - The Prague Philharmonia - Quatuor Arcanto - Jean-Guihen Queyras - Daniel Reuss - RIAS Kammerchor - Andreas Scholl - Andreas Staier | - Alexandre Tharaud - Theatre of Voices - Cédric Tiberghien - Tokyo String Quartet - Trio Wanderer - Paul Van Nevel - Dominique Visse - Atrium Musicae de Madrid - Dufay Collective |

## Etichette distribuite
- Musique d'abord - la linea economica della Harmonia Mundi.
- Le Chant du Monde[2] - la più antica etichetta francese in attività, dedicata alla canzone, al jazz, e alla musica etnica.
- World Village - destinata a produrre musica da tutto il mondo.
- Glossa[3] - etichetta spagnola di musica antica e barocca.
- Jazz Village - etichetta specializzata nella musica jazz, soprattutto in collaborazione con Ahmad Jamal.
- Ambronay Éditions[4] - etichetta francese del Centre culturel de rencontre d'Ambronay.
- Mirare[5] - etichetta francese di musica classica.
- Orfeo[6] - edizioni o riedizioni di concerti, recital, opere.
- Tahra[7] - edizioni e riedizioni di registrazioni storiche e da archivi radiofonici (musica classica, in forma orchestrale e solista)[8].